# Pristimantis

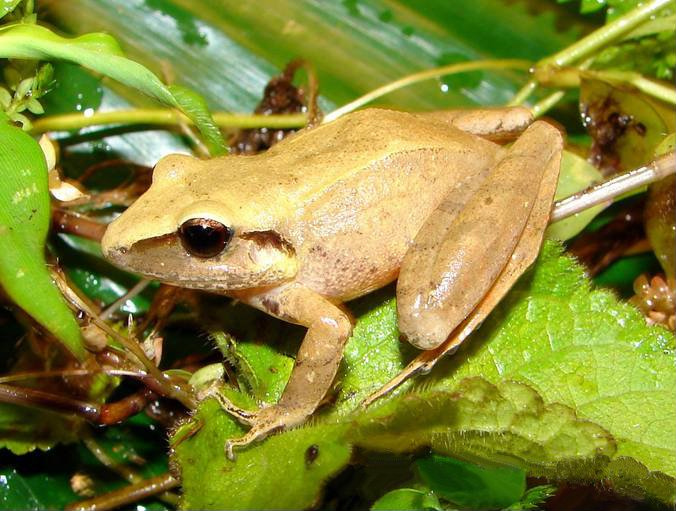
P. achatinus

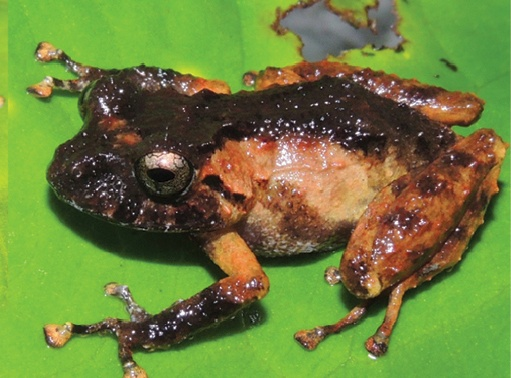
Samica P. ashaninka

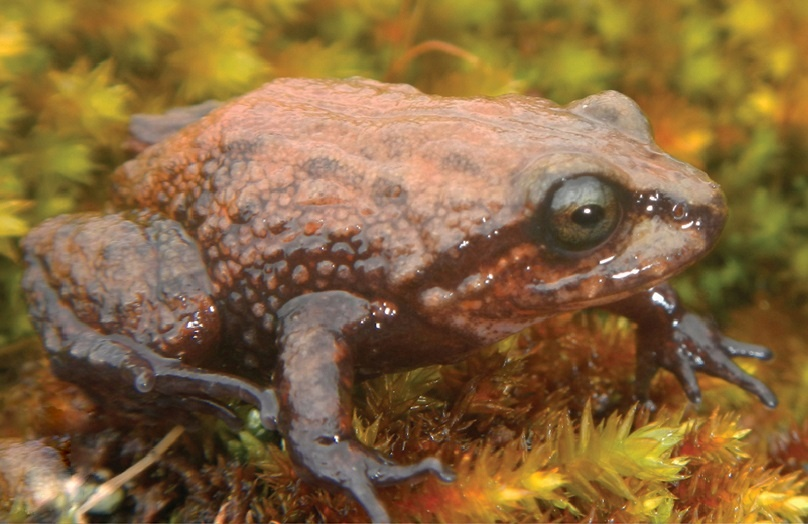
P. attenboroughi

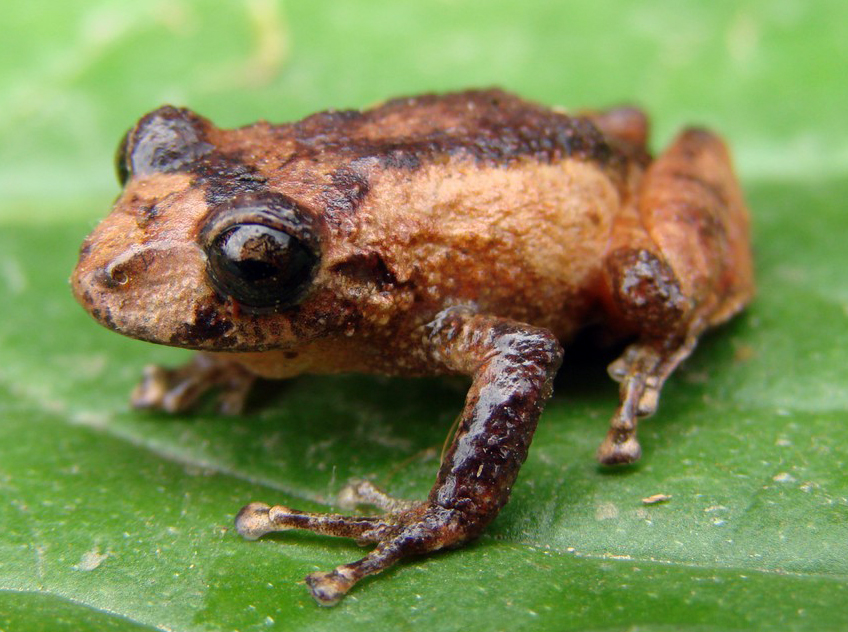
P. bogotensis

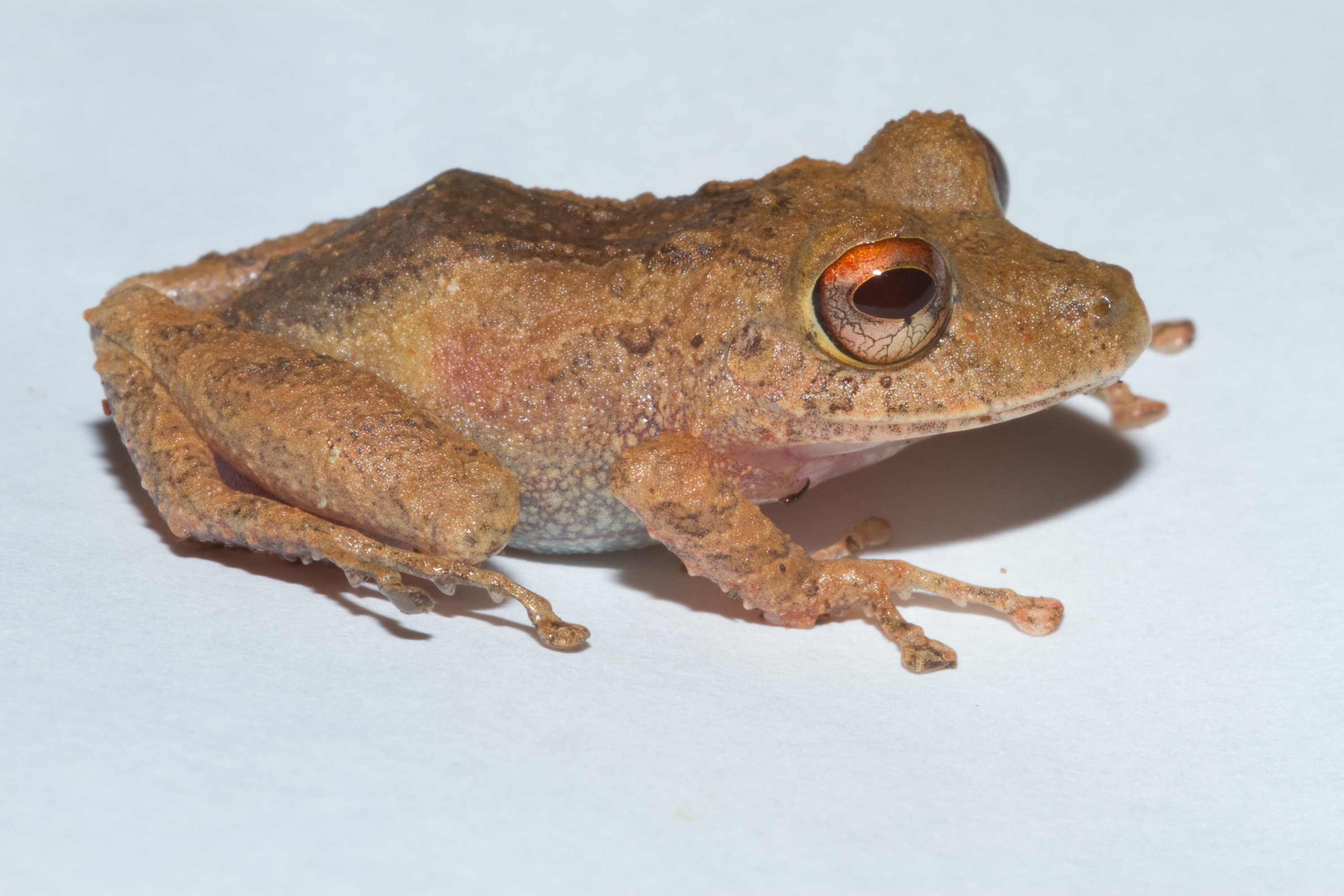
P. cerasinus

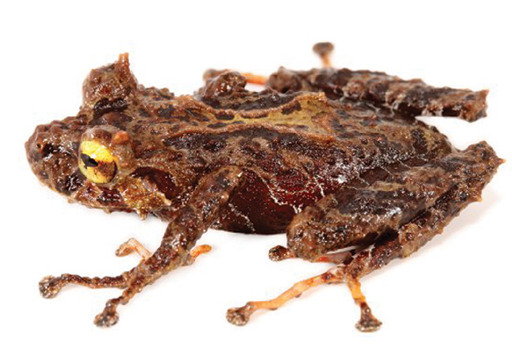
P. colonensis

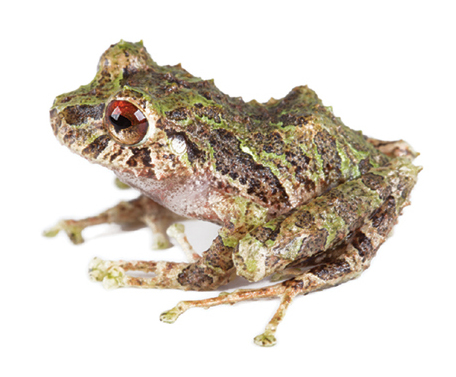
P. crucifer

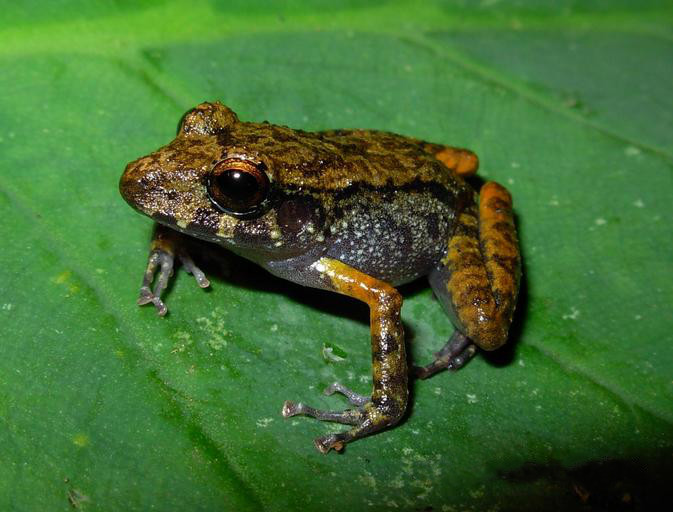
P. gaigei

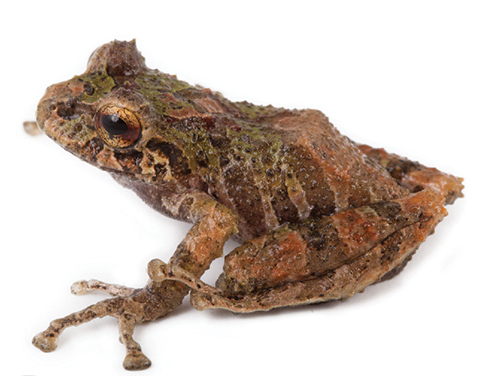
P. llanganati

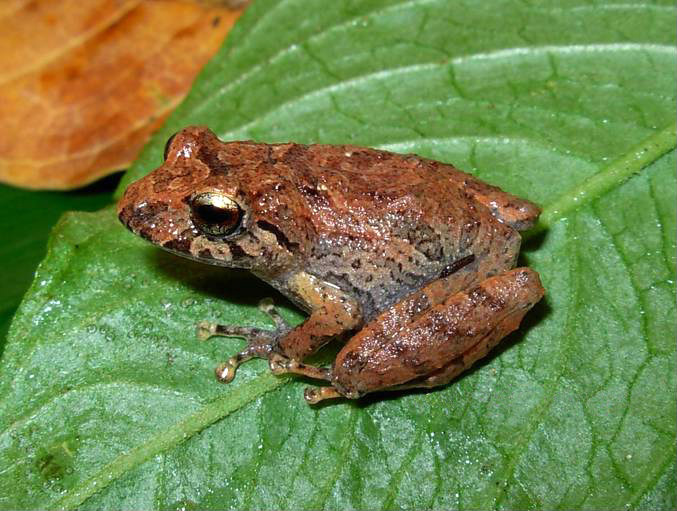
P. paisa

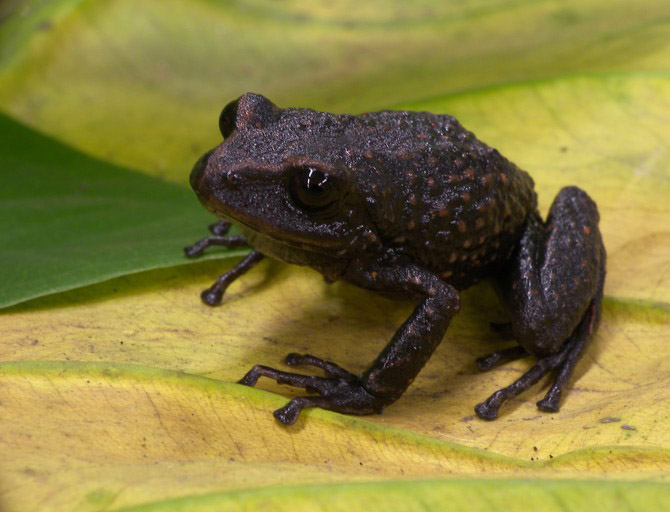
P. parectatus

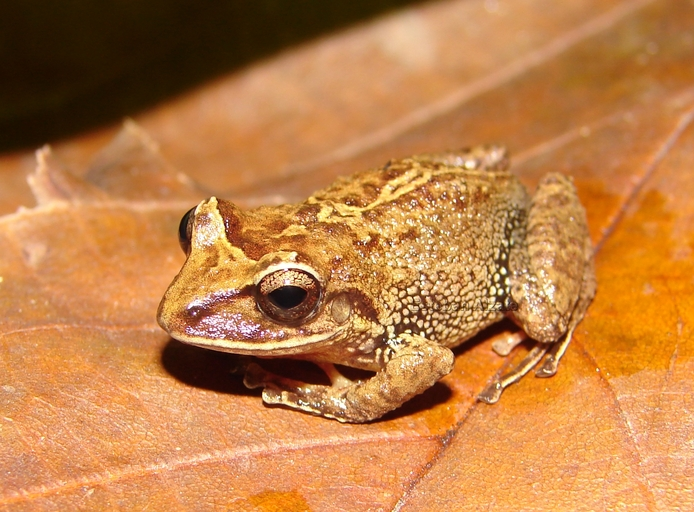
P. permixtus

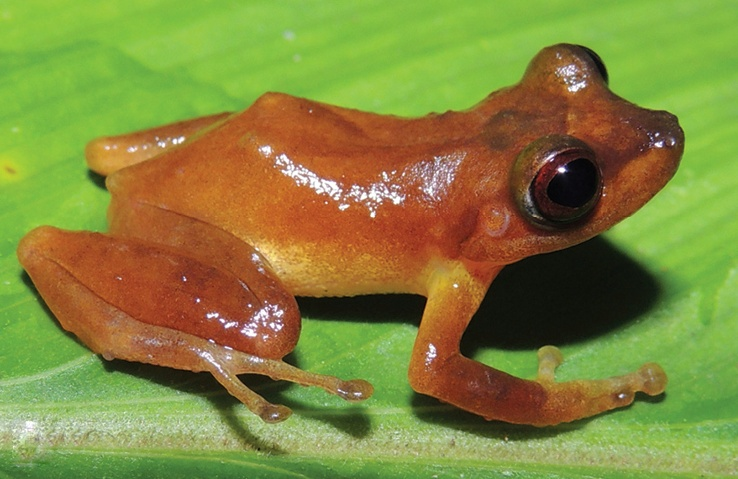
P. pluvialis

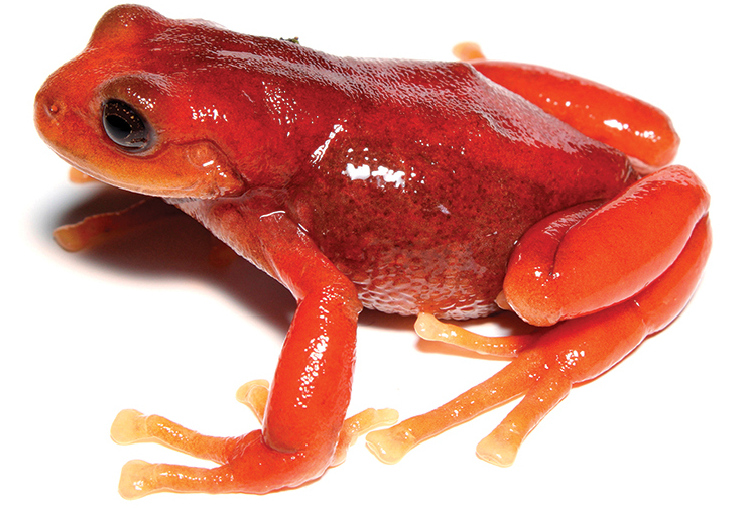
P. erythros

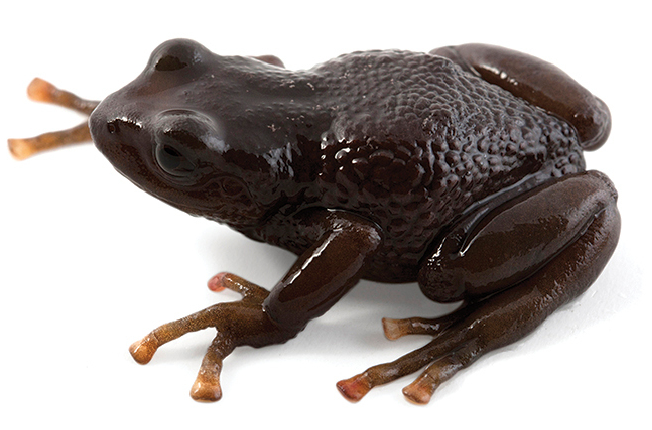
P. orcesi

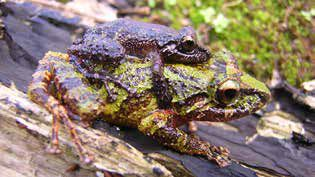
Para P. riveroi w stanie ampleksus

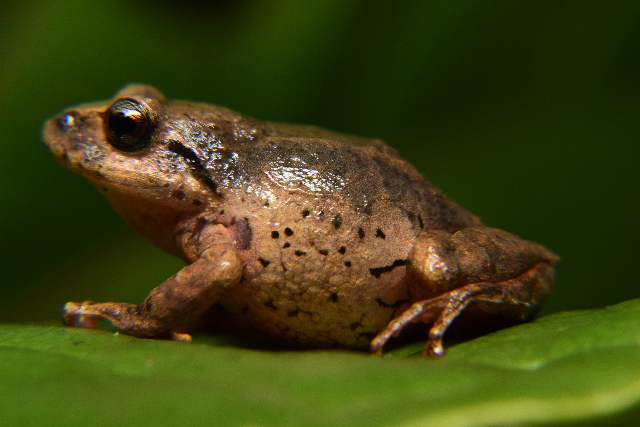
P. scopaeus

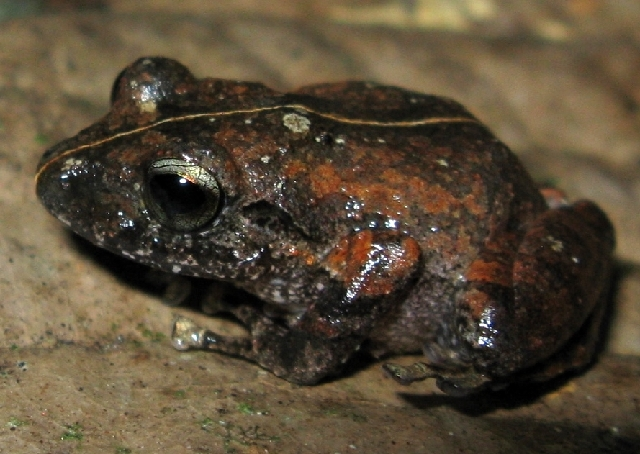
P. taeniatus

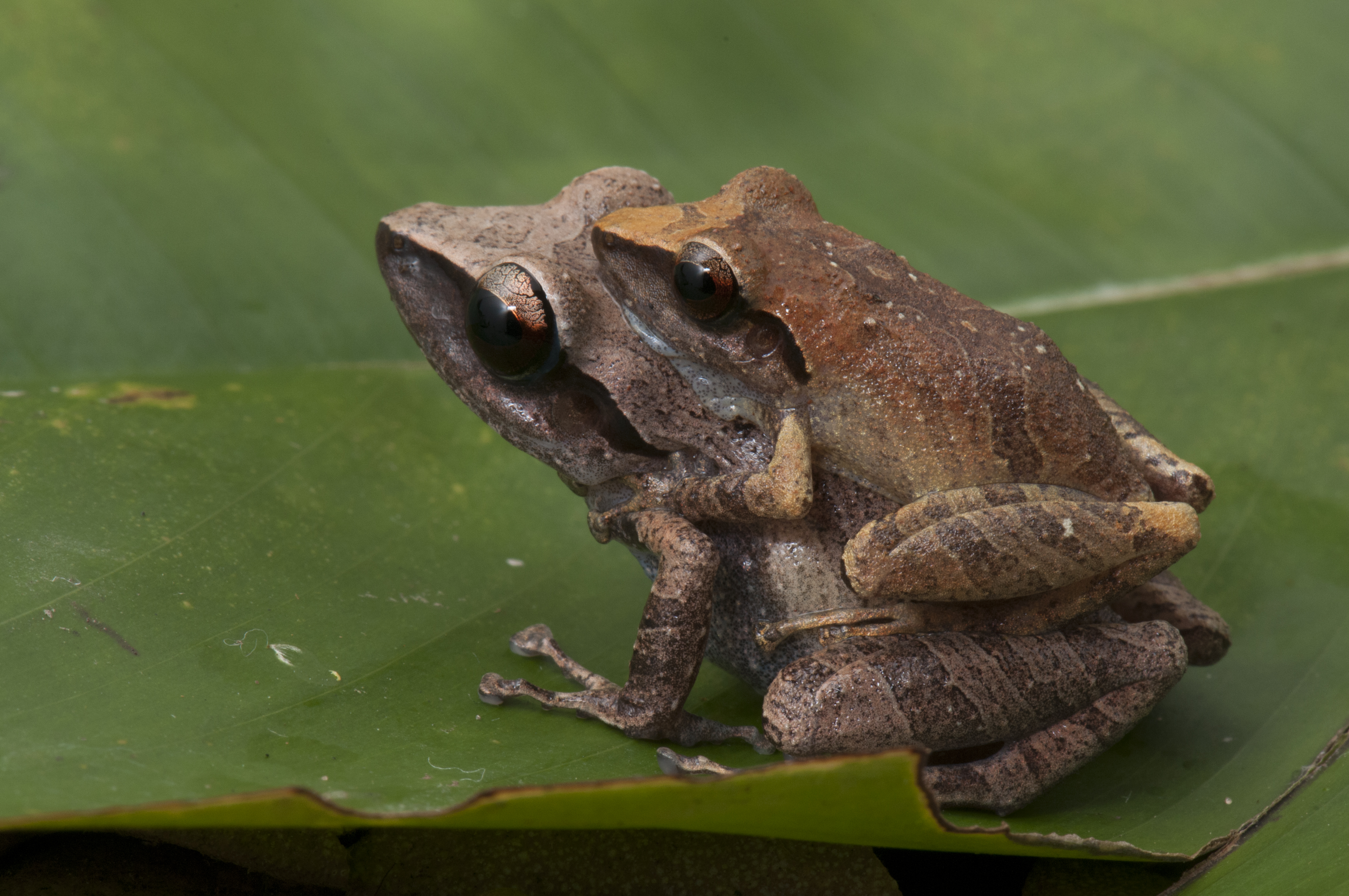
Para P. vinhai w stanie ampleksus

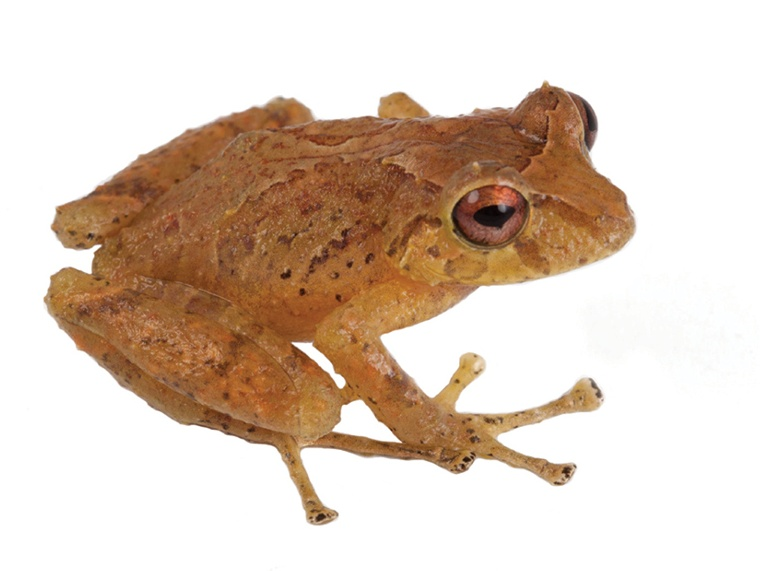
P. yanezi

Pristimantis – rodzaj płazów bezogonowych z podrodziny Pristimantinae w obrębie rodziny Craugastoridae.

## Rozmieszczenie geograficzne
Rodzaj obejmuje gatunki występujące od Hondurasu na wschód przez Amerykę Centralną, Kolumbię i Ekwador do Peru, Boliwii, północnej Argentyny oraz amazońskich i atlantyckich lasów Brazylii i regionu Gujana; również Trynidad i Tobago, Grenada i Małe Antyle.

## Systematyka
Rodzaj zdefiniował w 1870 roku zoolog Marcos Jiménez de la Espada w artykule zatytułowanym Niektóre jeszcze nieznane gatunki fauny neotropikalnej, opublikowanym w czasopiśmie „Jornal de Sciências, Mathemáticas, Physicas e Naturaes”. Gatunkiem typowym jest (oznaczenie monotypowe) P. galdi.

### Etymologia
- Pristimantis: gr. πριστις pristis ‘piła’; μαντις mantis, μαντεως manteōs ‘wieszcz, prorok’ (tj. żaba drzewna)[2].
- Cyclocephalus: gr. κυκλος kuklos ‘okrąg’[11] ; κεφαλος -kephalos ‘-głowy’, od κεφαλη kephalē ‘głowa’[12] . Gatunek typowy (oznaczenie monotypowe): Cyclocephalus lacrimosus Jiménez de la Espada, 1875.
- Hypodictyon: gr. ὑπο hupo ‘pod, poniżej’[13]; δικτυον diktuon, δικτυδιον diktudion ‘sieć’, od δικειν dikein ‘rzucić’[14]. Gatunek typowy (oryginalne oznaczenie): Phyllobates ridens Cope, 1866.
- Pseudohyla: gr. ψευδος pseudos ‘fałszywy’[15]; rodzaj Hyla Laurenti, 1768. Gatunek typowy (oznaczenie monotypowe): Pseudohyla nigrogrisea Andersson, 1945.
- Trachyphrynus: gr. τραχυς trakhus ‘chropowaty, szorstki, najeżony’[16]; φρυνη phrunē, φρυνης phrunēs ‘ropucha’[17]. Gatunek typowy (oryginalne oznaczenie): Trachyphrynus myersi Goin & Cochran, 1963.
- Mucubatrachus: przedrostek mucu powszechnie używanego przez grupy etniczne pochodzące z weneuelskich Andów w celu identyfikacji miejsc; βατραχος batrakhos ‘żaba’[7]. Gatunek typowy (oryginalne oznaczenie): Hylodes briceni Boulenger, 1903.
- Paramophrynella: Paramo, wysoki, zimny jałowy płaskowyż Andów, od hiszp. páramo, páramos ‘lokalna nazwa’; gr. φρυνη phrunē, φρυνης phrunēs ‘ropucha’; łac. przyrostek zdrabniający -ella[8]. Gatunek typowy (oryginalne oznaczenie): Eupsophus ginesi Rivero, 1964.
- Huicundomantis: lokalna, keczuańska nazwa Huicundo dla bromelii; gr. μαντις mantis, μαντεως manteōs ‘wieszcz, prorok’ (tj. żaba drzewna)[9]. Gatunek typowy (oryginalne oznaczenie): Eleutherodactylus phoxocephalus Lynch, 1979.

### Podział systematyczny
Do rodzaju należą następujące gatunki:

- Pristimantis aaptus (Lynch & Lescure, 1980)
- Pristimantis abakapa Rojas-Runjaic, Salerno, Señaris & Pauly, 2013
- Pristimantis academicus Lehr, Moravec & Gagliardi-Urrutia, 2010
- Pristimantis acatallelus (Lynch & Ruiz-Carranza, 1983)
- Pristimantis acerus (Lynch & Duellman, 1980)
- Pristimantis achatinus (Boulenger, 1898)
- Pristimantis achupalla Ttito & Catenazzi, 2021
- Pristimantis actinolaimus (Lynch & Rueda-Almonacid, 1998)
- Pristimantis actites (Lynch, 1979)
- Pristimantis acuminatus (Shreve, 1935)
- Pristimantis acutirostris (Lynch, 1984)
- Pristimantis adiastolus Duellman & Hedges, 2007
- Pristimantis adnus Crawford, Ryan & Jaramillo, 2010
- Pristimantis aemulatus (Ruiz-Carranza, Lynch & Ardila-Robayo, 1997)
- Pristimantis affinis (Werner, 1899)
- Pristimantis afrox Reyes-Puig, Yánez-Muñoz, Ortega & Ron, 2020
- Pristimantis alalocophus (Roa-Trujillo & Ruiz-Carranza, 1991)
- Pristimantis albericoi (Lynch & Ruiz-Carranza, 1996)
- Pristimantis albertus Duellman & Hedges, 2007
- Pristimantis albujai Brito-M., Batallas-R. & Yánez-Muñoz, 2017
- Pristimantis alius Cuellar-Valencia, Arriaga-Jaramillo, García-Gómez, Ceballaos-Castro, Bolívar-García, Velásquez-Trujillo, Ortiz-Baez & Ospina-Sarria, 2021
- Pristimantis allpapuyu Yánez-Muñoz, Sánchez-Nivicela & Reyes-Puig, 2016
- Pristimantis almendariz Brito-M. & Pozo-Zamora, 2013
- Pristimantis altae (Dunn, 1942)
- Pristimantis altamazonicus (Barbour & Dunn, 1921)
- Pristimantis altamnis Elmer & Cannatella, 2008
- Pristimantis amaguanae Ron, Carrión, Caminer, Sagredo, Navarrete, Ortega, Varela-Jaramillo, Vidal-Maldonado & Terán, 2020
- Pristimantis ameliae Barrio-Amorós, 2012
- Pristimantis amydrotus (Duellman & Lehr, 2007)
- Pristimantis anaiae Ortega, Brito-M. & Ron, 2022
- Pristimantis andinodiabolus Sánchez-Nivicela, Urgilés, Cedeño-Palacios, Abad-Peñafiel & Guayasamin, 2021
- Pristimantis andinogigas Yánez-Muñoz, Veintimilla-Yánez, Batallas-R. & Cisneros-Heredia, 2019
- Pristimantis andinognomus Lehr & Coloma, 2008
- Pristimantis anemerus (Duellman & Pramuk, 1999)
- Pristimantis angustilineatus (Lynch, 1998)
- Pristimantis aniptopalmatus (Duellman & Hedges, 2005)
- Pristimantis anolirex (Lynch, 1983)
- Pristimantis anotis (Walker & Test, 1955)
- Pristimantis antisuyu Catenazzi & Lehr, 2018
- Pristimantis apiculatus (Lynch & Burrowes, 1990)
- Pristimantis appendiculatus (Werner, 1894)
- Pristimantis aquilonaris Lehr, Aguilar, Siu-Ting & Jordán, 2007
- Pristimantis ardalonychus (Duellman & Pramuk, 1999)
- Pristimantis ardilae Acevedo, Armesto & Palma, 2020
- Pristimantis ardyae Reyes-Puig, Reyes-Puig & Yánez-Muñoz, 2013
- Pristimantis ashaninka Lehr & Moravec, 2017
- Pristimantis asimus Köhler, Glaw, Aguilar-Puntriano, Castroviejo-Fisher, Chaparro, De la Riva, Gagliardi-Urrutia, Gutiérrez, Vences & Padial, 2024
- Pristimantis astralos Lehr, Lyu & Catenazzi, 2021
- Pristimantis atillo Páez & Ron, 2019
- Pristimantis atrabracus (Duellman & Pramuk, 1999)
- Pristimantis atratus (Lynch, 1979)
- Pristimantis attenboroughi Lehr & von May, 2017
- Pristimantis aurantiguttatus (Ruiz-Carranza, Lynch & Ardila-Robayo, 1997)
- Pristimantis aureolineatus (Guayasamin, Ron, Cisneros-Heredia, Lamar & McCracken, 2006)
- Pristimantis aureoventris Kok, Means & Bossuyt, 2011
- Pristimantis auricarens (Myers & Donnelly, 2008)
- Pristimantis avicuporum (Duellman & Pramuk, 1999)
- Pristimantis avius (Myers & Donnelly, 1997)
- Pristimantis bacchus (Lynch, 1984)
- Pristimantis baiotis (Lynch, 1998)
- Pristimantis balionotus (Lynch, 1979)
- Pristimantis bambu Arteaga-Navarro & Guayasamin, 2011
- Pristimantis barrigai Brito & Almendáriz C., 2018
- Pristimantis baryecuus (Lynch, 1979)
- Pristimantis batrachites (Lynch, 2003)
- Pristimantis bearsei (Duellman, 1992)
- Pristimantis bellae Reyes-Puig & Yánez-Muñoz, 2012
- Pristimantis bellator Lehr, Aguilar, Siu-Ting & Jordán, 2007
- Pristimantis bellona (Lynch, 1992)
- Pristimantis bernali (Lynch, 1986)
- Pristimantis bicantus Guayasamin & Funk, 2009
- Pristimantis bicolor (Rueda-Almonacid & Lynch, 1983)
- Pristimantis bicumulus (Peters, 1863)
- Pristimantis bipunctatus (Duellman & Hedges, 2005)
- Pristimantis blasi Duarte-Marín, Montoya-Marín & Rivera-Gómez, 2022
- Pristimantis boconoensis (Rivero & Mayorga, 1973)
- Pristimantis bogotensis (Peters, 1863)
- Pristimantis boucephalus Lehr, Moravec, Cusi & Gvoždík, 2017
- Pristimantis boulengeri (Lynch, 1981)
- Pristimantis bounides Lehr, von May, Moravec & Cusi, 2017
- Pristimantis bowara Acevedo, Armesto & Palma, 2020
- Pristimantis brevicrus (Andersson, 1945)
- Pristimantis brevifrons (Lynch, 1981)
- Pristimantis briceni (Boulenger, 1903)
- Pristimantis broaddus Yánez-Muñoz, Reyes-Puig, Reyes-Puig, Lagla-Chimba, Paucar-Veintimilla, Urgilés-Merchán & Carrión-Olmedo, 2025
- Pristimantis bromeliaceus (Lynch, 1979)
- Pristimantis buccinator (Rodriguez, 1994)
- Pristimantis buckleyi (Boulenger, 1882)
- Pristimantis buenaventura Arteaga-Navarro, Pyron, Peñafiel, Romero-Barreto, Culebras, Bustamante, Yánez-Muñoz & Guayasamin, 2016
- Pristimantis burtoniorum Reyes-Puig, Reyes-Puig, Franco-Mena, Jost & Yánez-Muñoz, 2022
- Pristimantis bustamante Chaparro, Motta, Gutiérrez & Padial, 2012
- Pristimantis cabrerai (Cochran & Goin, 1970)
- Pristimantis cacao (Lynch, 1992)
- Pristimantis caeruleonotus Lehr, Aguilar, Siu-Ting & Jordán, 2007
- Pristimantis cajamarcensis (Barbour & Noble, 1920)
- Pristimantis cajanuma Urgilés, Székely, Székely, Christodoulides, Sánchez-Nivicela & Savage, 2019
- Pristimantis calcaratus (Boulenger, 1908)
- Pristimantis calcarulatus (Lynch, 1976)
- Pristimantis calima Ospina-Sarria & Duellman, 2019
- Pristimantis campesino Sepúlveda‑Seguro, Marín-Castaño, Amézquita, García & Daza-R., 2022
- Pristimantis campinarana Mônico, Ferrão, Moravec, Fouquet & Lima, 2023
- Pristimantis caniari Rámírez-Jaramillo, Reyes-Puig, Batallas-R. & Yánez-Muñoz, 2018
- Pristimantis cantitans (Myers & Donnelly, 1996)
- Pristimantis capitonis (Lynch, 1998)
- Pristimantis caprifer (Lynch, 1977)
- Pristimantis carlosceroni Valencia, Bejarano-Muñoz & Yánez-Muñoz, 2013
- Pristimantis carlossanchezi (Arroyo, 2007)
- Pristimantis carranguerorum (Lynch, 1994)
- Pristimantis carvalhoi (Lutz, 1952)
- Pristimantis carylae Rivera-Correa, González-Durán, Saldarriaga-Gómez & Duarte-Marín, 2021
- Pristimantis caryophyllaceus (Barbour, 1928)
- Pristimantis cedros Hutter & Guayasamin, 2015
- Pristimantis celator (Lynch, 1976)
- Pristimantis cerasinus (Cope, 1875)
- Pristimantis ceuthospilus (Duellman & Wild, 1993)
- Pristimantis chalceus (Peters, 1873)
- Pristimantis chamezensis Acosta-Galvis, Saldarriaga-Gómez, Ramírez & Vargas-Ramírez, 2020
- Pristimantis charlottevillensis (Kaiser, Dwyer, Feichtinger & Schmid, 1995)
- Pristimantis chiastonotus (Lynch & Hoogmoed, 1977)
- Pristimantis chimu Lehr, 2007
- Pristimantis chloronotus (Lynch, 1969)
- Pristimantis chocoensis Reyes-Puig, Yánez-Muñoz, Ortega & Ron, 2020
- Pristimantis chocolatebari Rivera-Correa, González-Durán, Saldarriaga-Gómez & Duarte-Marín, 2021
- Pristimantis chomskyi Páez & Ron, 2019
- Pristimantis chrysops (Lynch & Ruiz-Carranza, 1996)
- Pristimantis churuwiai Brito-M., Batallas-R. & Yánez-Muñoz, 2017
- Pristimantis cisnerosi Reyes-Puig, Yánez-Muñoz, Ortega & Ron, 2020
- Pristimantis citriogaster (Duellman, 1992)
- Pristimantis clarae Venegas, García Ayachi, Marchelie, Ormeño & Catenazzi, 2023
- Pristimantis colodactylus (Lynch, 1979)
- Pristimantis colomai (Lynch & Duellman, 1997)
- Pristimantis colonensis (Mueses-Cisneros, 2007)
- Pristimantis colostichos (La Marca & Smith, 1982)
- Pristimantis condor (Lynch & Duellman, 1980)
- Pristimantis conservatio Barrio-Amorós, Heinicke & Hedges, 2013
- Pristimantis conspicillatus (Günther, 1858)
- Pristimantis cordovae (Lehr & Duellman, 2007)
- Pristimantis corniger (Lynch & Suárez-Mayorga, 2003)
- Pristimantis coronatus Lehr & Duellman, 2007
- Pristimantis corrugatus (Duellman, Lehr & Venegas, 2006)
- Pristimantis cosnipatae (Duellman, 1978)
- Pristimantis cremnobates (Lynch & Duellman, 1980)
- Pristimantis crenunguis (Lynch, 1976)
- Pristimantis crepitaculus Fouquet, Peloso, Jairam, Lima, Mônico, Ernst & Kok, 2022
- Pristimantis croceoinguinis (Lynch, 1968)
- Pristimantis crucifer (Boulenger, 1899)
- Pristimantis cruciocularis (Lehr, Lundberg, Aguilar & von May, 2006)
- Pristimantis cruentus (Peters, 1873)
- Pristimantis cryophilius (Lynch, 1979)
- Pristimantis cryptomelas (Lynch, 1979)
- Pristimantis cryptopictus Patiño-Ocampo, Duarte-Marín & Rivera-Correa, 2022
- Pristimantis culatensis (La Marca, 2007)
- Pristimantis cuneirostris (Duellman & Pramuk, 1999)
- Pristimantis curtipes (Boulenger, 1882)
- Pristimantis danae (Duellman, 1978)
- Pristimantis daquilemai Brito-Zapata, Reyes-Puig, Cisneros-Heredia, Zumel & Ron, 2021
- Pristimantis degener (Lynch & Duellman, 1997)
- Pristimantis deinops (Lynch, 1996)
- Pristimantis delius (Duellman & Mendelson, 1995)
- Pristimantis dendrobatoides Means & Savage, 2007
- Pristimantis devillei (Boulenger, 1880)
- Pristimantis deyi Lehr, Gregory & Catenazzi, 2013
- Pristimantis diadematus (Jiménez de la Espada, 1875)
- Pristimantis diaphonus (Lynch, 1986)
- Pristimantis diogenes (Lynch & Ruiz-Carranza, 1996)
- Pristimantis dissimulatus (Lynch & Duellman, 1997)
- Pristimantis divnae Lehr & von May, 2009
- Pristimantis donnelsoni Reyes-Puig, Urgilés-Merchán, Reyes-Puig, Franco-Mena, Batallas & Guayasamin, 2023
- Pristimantis dorado Rivera-Correa, Lamadrid-Feris & Crawford, 2016
- Pristimantis dorsopictus (Rivero & Serna, 1988)
- Pristimantis duellmani (Lynch, 1980)
- Pristimantis duende (Lynch, 2001)
- Pristimantis dundeei (Heyer & Muñoz, 1999)
- Pristimantis ecuadorensis Guayasamin, Hutter, Tapia, Culebras, Peñafiel, Pyron, Morochz, Funk & Arteaga-Navarro, 2017
- Pristimantis educatoris Ryan, Lips & Giermakowski, 2010
- Pristimantis elegans (Peters, 1863)
- Pristimantis enigmaticus Ortega-Andrade, Rojas-Soto, Valencia, Espinosa de los Monteros, Morrone, Ron & Cannatella, 2015
- Pristimantis epacrus (Lynch & Suárez-Mayorga, 2000)
- Pristimantis eremitus (Lynch, 1980)
- Pristimantis eriphus (Lynch & Duellman, 1980)
- Pristimantis ernesti (Flores, 1987)
- Pristimantis erythroinguinis Catenazzi & Lehr, 2018
- Pristimantis erythropleura (Boulenger, 1896)
- Pristimantis erythros Sánchez-Nivicela, Celi-Piedra, Posse-Sarmiento, Urgilés, Yánez-Muñoz & Cisneros-Heredia, 2018
- Pristimantis esmeraldas (Guayasamin, 2004)
- Pristimantis espedeus Fouquet, Martinez, Courtois, Dewynter, Pineau, Gaucher, Blanc, Marty & Kok, 2013
- Pristimantis eugeniae (Lynch & Duellman, 1997)
- Pristimantis euphronides (Schwartz, 1967)
- Pristimantis eurydactylus (Hedges & Schlüter, 1992)
- Pristimantis exoristus (Duellman & Pramuk, 1999)
- Pristimantis factiosus (Lynch & Rueda-Almonacid, 1998)
- Pristimantis fallax (Lynch & Rueda-Almonacid, 1999)
- Pristimantis farisorum Mueses-Cisneros, Perdomo-Castillo & Cepeda-Quilindo, 2013
- Pristimantis fasciatus Barrio-Amorós, Rojas-Runjaic & Infante-Rivero, 2008
- Pristimantis fenestratus (Steindachner, 1864)
- Pristimantis ferwerdai Amézquita, Suárez, Palacios-Rodríguez, Beltrán, Rodríguez López, Barrientos, Daza-R. & Mazariegos, 2019
- Pristimantis festae (Peracca, 1904)
- Pristimantis fetosus (Lynch & Rueda-Almonacid, 1998)
- Pristimantis flabellidiscus (La Marca, 2007)
- Pristimantis floridus (Lynch & Duellman, 1997)
- Pristimantis frater (Werner, 1899)
- Pristimantis gagliardi Ortega-Andrade, Deichmann & Chaparro, 2021
- Pristimantis gagliardoi Bustamante & Mendelson, 2008
- Pristimantis gaigei (Dunn, 1931)
- Pristimantis galdi Jiménez de la Espada, 1870
- Pristimantis ganonotus (Duellman & Lynch, 1988)
- Pristimantis geminus Kaiser, Barrio-Amorós, Rivas-Fuenmayor, Steinlein & Schmid, 2015
- Pristimantis gentryi (Lynch & Duellman, 1997)
- Pristimantis ginesi (Rivero, 1964)
- Pristimantis giorgii de Oliveira, da Silva, Silva, Guimarães, Penhacek, Martínez, Rodrigues, Santana & Hernández-Ruz, 2020
- Pristimantis gladiator (Lynch, 1976)
- Pristimantis glandulosus (Boulenger, 1880)
- Pristimantis glendae Ortega, Brito-M. & Ron, 2022
- Pristimantis gloria Páez & Ron, 2019
- Pristimantis gracilis (Lynch, 1986)
- Pristimantis gralarias Guayasamin, Arteaga-Navarro & Hutter, 2018
- Pristimantis grandiceps (Lynch, 1984)
- Pristimantis grandoculis (Van Lidth de Jeude, 1904)
- Pristimantis gretathunbergae Mebert, González-Pinzón, Miranda, Griffith, Veselý, Schmid & Batista, 2022
- Pristimantis gryllus Barrio-Amorós, Guayasamin & Hedges, 2012
- Pristimantis guaiquinimensis (Schlüter & Rödder, 2007)
- Pristimantis gualacenio Urgilés, Sánchez-Nivicela, Nieves & Yánez-Muñoz, 2014
- Pristimantis guianensis Mônico, Ferrão, Chaparro, Fouquet & Lima, 2022
- Pristimantis gutturalis (Hoogmoed, Lynch & Lescure, 1977)
- Pristimantis hamiotae (Flores, 1994)
- Pristimantis hampatusami Yánez-Muñoz, Sánchez-Nivicela & Reyes-Puig, 2016
- Pristimantis hectus (Lynch & Burrowes, 1990)
- Pristimantis helvolus (Lynch & Rueda-Almonacid, 1998)
- Pristimantis hernandezi (Lynch & Ruiz-Carranza, 1983)
- Pristimantis hoogmoedi Kaiser, Barrio-Amorós, Rivas-Fuenmayor, Steinlein & Schmid, 2015
- Pristimantis huicundo (Guayasamin, Almeida-Reinoso & Nogales-Sornosa, 2004)
- Pristimantis humboldti Lehr, von May, Moravec & Cusi, 2017
- Pristimantis hybotragus (Lynch, 1992)
- Pristimantis ignicolor (Lynch & Duellman, 1980)
- Pristimantis iiap Padial, Gagliardi-Urrutia, Chaparro & Gutiérrez, 2016
- Pristimantis illotus (Lynch & Duellman, 1997)
- Pristimantis imitatrix (Duellman, 1978)
- Pristimantis imthurni Kok, 2013
- Pristimantis incanus (Lynch & Duellman, 1980)
- Pristimantis incertus (Lutz, 1927)
- Pristimantis incomptus (Lynch & Duellman, 1980)
- Pristimantis infraguttatus (Duellman & Pramuk, 1999)
- Pristimantis ingles Cuellar-Valencia, Arriaga-Jaramillo, García-Gómez, Ceballaos-Castro, Bolívar-García, Velásquez-Trujillo, Ortiz-Baez & Ospina-Sarria, 2021
- Pristimantis inguinalis (Parker, 1940)
- Pristimantis inusitatus (Lynch & Duellman, 1980)
- Pristimantis ixalus (Lynch, 2003)
- Pristimantis jabonensis (La Marca, 2007)
- Pristimantis jaguensis Rivera-Prieto, Rivera-Correa & Daza-R., 2014
- Pristimantis jaimei (Lynch, 1992)
- Pristimantis jamescameroni Kok, 2013
- Pristimantis jester Means & Savage, 2007
- Pristimantis jimenezi Páez & Ron, 2019
- Pristimantis johannesdei (Rivero & Serna, 1988)
- Pristimantis jorgevelosai (Lynch, 1994)
- Pristimantis juanchoi (Lynch, 1996)
- Pristimantis jubatus (García & Lynch, 2006)
- Pristimantis kalamandeenae Means, Heinicke, Hedges, MacCulloch & Lathrop, 2023
- Pristimantis kareliae (La Marca, 2005)
- Pristimantis katoptroides (Flores, 1988)
- Pristimantis kayi Guayasamin, Urgilés-Merchán, Franco-Mena, Reyes-Puig, Batallas & Reyes-Puig, 2023
- Pristimantis kelephus (Lynch, 1998)
- Pristimantis kichwarum Elmer & Cannatella, 2008
- Pristimantis kirklandi (Flores, 1985)
- Pristimantis kiruhampatu Venegas, García Ayachi & Catenazzi, 2021
- Pristimantis koehleri Padial & De la Riva, 2009
- Pristimantis koki Means, Heinicke, Hedges, MacCulloch & Lathrop, 2023
- Pristimantis kopinangae Means, Heinicke, Hedges, MacCulloch & Lathrop, 2023
- Pristimantis kunam Ortega, Brito-M. & Ron, 2022
- Pristimantis kuri Yánez-Muñoz, Sánchez-Nivicela & Reyes-Puig, 2016
- Pristimantis labiosus (Lynch, Ruiz-Carranza & Ardila-Robayo, 1994)
- Pristimantis lacrimosus (Jiménez de la Espada, 1875) – szczekunka łzawa[18]
- Pristimantis lancinii (Donoso-Barros, 1965)
- Pristimantis lanthanites (Lynch, 1975)
- Pristimantis lasalleorum (Lynch, 1995)
- Pristimantis latericius Batallas-R. & Brito-M., 2014
- Pristimantis laticlavius (Lynch & Burrowes, 1990)
- Pristimantis latidiscus (Boulenger, 1898)
- Pristimantis latro Oliveira, Rodrigues, Kaefer, Pinto & Hernández-Ruz, 2017
- Pristimantis ledzeppelin Brito-Zapata & Reyes-Puig, 2021
- Pristimantis lemur (Lynch & Rueda-Almonacid, 1998)
- Pristimantis leoni (Lynch, 1976)
- Pristimantis leopardus Rivera-Correa, Jiménez-Rivillas & Daza-R., 2017
- Pristimantis leptolophus (Lynch, 1980)
- Pristimantis leucopus (Lynch, 1976)
- Pristimantis leucorrhinus Boano, Mazzotti & Sindaco, 2008
- Pristimantis librarius (Flores & Vigle, 1994)
- Pristimantis lichenoides (Lynch & Rueda-Almonacid, 1997)
- Pristimantis limoncochensis Ortega-Andrade, Rojas-Soto, Valencia, Espinosa de los Monteros, Morrone, Ron & Cannatella, 2015
- Pristimantis lindae (Duellman, 1978)
- Pristimantis lirellus (Dwyer, 1995)
- Pristimantis lividus (Lynch & Duellman, 1980)
- Pristimantis llanganati Navarrete, Venegas & Ron, 2016
- Pristimantis llojsintuta (Köhler & Lötters, 1999)
- Pristimantis loeslein Castillo-Urbina, Vences, Aguilar-Puntriano, Glaw & Köhler, 2023
- Pristimantis lojanus Székely, Székely, Ordóñez-Delgado, Armijos-Ojeda & Vörös, 2021
- Pristimantis longicorpus Kaiser, Barrio-Amorós, Rivas-Fuenmayor, Steinlein & Schmid, 2015
- Pristimantis loujosti Yánez-Muñoz, Cisneros-Heredia & Reyes-Puig, 2011
- Pristimantis loustes (Lynch, 1979)
- Pristimantis lucasi Duellman & Chaparro, 2008
- Pristimantis lucidosignatus Rödder & Schmitz, 2009
- Pristimantis luscombei (Duellman & Mendelson, 1995)
- Pristimantis luteolateralis (Lynch, 1976)
- Pristimantis lutitus (Lynch, 1984)
- Pristimantis lutzae Páez & Ron, 2019
- Pristimantis lymani (Barbour & Noble, 1920)
- Pristimantis lynchi (Duellman & Simmons, 1977)
- Pristimantis lythrodes (Lynch & Lescure, 1980)
- Pristimantis macrummendozai Acosta-Galvis, 2015
- Pristimantis maculosus (Lynch, 1991)
- Pristimantis malkini (Lynch, 1980)
- Pristimantis mallii Reyes-Puig, Reyes-Puig, Velarde-Garcéz, Dávalos, Mancero, Navarrete, Yánez-Muñoz, Cisneros-Heredia & Ron, 2019
- Pristimantis marahuaka (Fuentes-Ramos & Barrio-Amorós, 2004)
- Pristimantis marcoreyesi Reyes-Puig, Reyes-Puig, Rámirez-Jaramillo, Pérez-L. & Yánez-Munoz, 2015
- Pristimantis mariaelenae Venegas & Duellman, 2012
- Pristimantis marmoratus (Boulenger, 1900)
- Pristimantis mars (Lynch & Ruiz-Carranza, 1996)
- Pristimantis martiae (Lynch, 1974)
- Pristimantis maryanneae Reyes-Puig, Reyes-Puig, Franco-Mena, Jost & Yánez-Muñoz, 2022
- Pristimantis matidiktyo Ortega-Andrade & Valencia, 2012
- Pristimantis matildae Székely, Eguiguren, Ordóñez-Delgado, Armijos-Ojeda & Székely, 2020
- Pristimantis mazar Guayasamin & Arteaga-Navarro, 2013
- Pristimantis medemi (Lynch, 1994)
- Pristimantis melanogaster (Duellman & Pramuk, 1999)
- Pristimantis melanoproctus (Rivero, 1984)
- Pristimantis memorans (Myers & Donnelly, 1997)
- Pristimantis mendax (Duellman, 1978)
- Pristimantis meridionalis (Lehr & Duellman, 2007)
- Pristimantis merostictus (Lynch, 1984)
- Pristimantis metabates (Duellman & Pramuk, 1999)
- Pristimantis miktos Ortego-Andrade & Venegas, 2014
- Pristimantis miltongallardoi Bejarano-Muñoz, Ron, Navarrete & Yánez-Muñoz, 2022
- Pristimantis mindo Arteaga-Navarro, Yáñez-Muñoz & Guayasamin, 2013
- Pristimantis minimus Terán-Valdez & Guayasamin, 2010
- Pristimantis minutulus Duellman & Hedges, 2007
- Pristimantis miyatai (Lynch, 1984)
- Pristimantis mnionaetes (Lynch, 1998)
- Pristimantis moa de Oliveira, da Silva, Silva, Guimarães, Penhacek, Martínez, Rodrigues, Santana & Hernández-Ruz, 2020
- Pristimantis modipeplus (Lynch, 1981)
- Pristimantis molybrignus (Lynch, 1986)
- Pristimantis mondolfii (Rivero, 1984)
- Pristimantis morlaco Sánchez-Nivicela, Toral-Contreras & Urgilés, 2022
- Pristimantis moro (Savage, 1965)
- Pristimantis muchimuk Barrio-Amorós, Mesa, Brewer-Carías & McDiarmid, 2010
- Pristimantis multicolor Páez & Ron, 2019
- Pristimantis munozi Rojas-Runjaic, Delgado C. & Guayasamin, 2014
- Pristimantis muranunka Brito M., Almendariz-C., Batallas R. & Ron, 2017
- Pristimantis muricatus (Lynch & Miyata, 1980)
- Pristimantis muscosus (Duellman & Pramuk, 1999)
- Pristimantis museosus (Ibáñez, Jaramillo & Arosemena, 1994)
- Pristimantis mutabilis Guayasamin, Krynak, Krynak, Culebras & Hutter, 2015
- Pristimantis myersi (Goin & Cochran, 1963)
- Pristimantis myops (Lynch, 1998)
- Pristimantis nangaritza Páez & Ron, 2019
- Pristimantis nankints Ron, Carrión, Caminer, Sagredo, Navarrete, Ortega, Varela-Jaramillo, Maldonado-Castro & Terán, 2020
- Pristimantis nanus Zumel, Buckley & Ron, 2021
- Pristimantis nebulosus (Henle, 1992)
- Pristimantis nelsongalloi Valencia, Valladares-Suntasig, Tipantiza-Tuguminago & Dueñas, 2019
- Pristimantis nephophilus (Duellman & ramuk, 1999)
- Pristimantis nervicus (Lynch, 1994)
- Pristimantis nicefori (Cochran & Goin, 1970)
- Pristimantis nietoi Arteaga-Navarro, Pyron, Peñafiel, Romero-Barreto, Culebras, Bustamante, Yánez-Muñoz & Guayasamin, 2016
- Pristimantis nigrogriseus (Andersson, 1945)
- Pristimantis nimbus Urgilés, Posse, Timbe, Astudillo & Sánchez-Nivicela, 2017
- Pristimantis normaewingae Reyes-Puig, Yánez-Muñoz, Libke, Vinueza & Carrión-Olmedo, 2024
- Pristimantis nubisilva Kaiser, Barrio-Amorós, Rivas-Fuenmayor, Steinlein & Schmid, 2015
- Pristimantis numbala Székely, Székely, Armijos-Ojeda, Hualpa-Vega & Vörös, 2023
- Pristimantis nyctophylax (Lynch, 1976)
- Pristimantis obmutescens (Lynch, 1980)
- Pristimantis ocellatus (Lynch & Burrowes, 1990)
- Pristimantis ockendeni (Boulenger, 1912) – szczekunka carabayańska[18]
- Pristimantis ocreatus (Lynch, 1981)
- Pristimantis okmoi Ortega-Andrade, Deichmann & Chaparro, 2021
- Pristimantis olivaceus (Köhler, Morales, Lötters, Reichle & Aparicio, 1998)
- Pristimantis omarrhynchus Bejarano-Muñoz, Ron, Navarrete & Yánez-Muñoz, 2022
- Pristimantis omeviridis Ortega-Andrade, Rojas-Soto, Valencia, Espinosa de los Monteros, Morrone, Ron & Cannatella, 2015
- Pristimantis onorei Rödder & Schmitz, 2009
- Pristimantis orcesi (Lynch, 1972)
- Pristimantis orcus Lehr, Catenazzi & Rodríguez, 2009
- Pristimantis orestes (Lynch, 1979)
- Pristimantis ornatissimus (Despax, 1911)
- Pristimantis ornatus (Lehr, Lundberg, Aguilar & von May, 2006)
- Pristimantis orpacobates (Lynch, Ruiz-Carranza & Ardila-Robayo, 1994)
- Pristimantis orphnolaimus (Lynch, 1970)
- Pristimantis ortizi (Guayasamin, Almeida-Reinoso & Nogales-Sornosa, 2004)
- Pristimantis padiali Moravec, Lehr, Perez-Peña, Lopez, Gagliardi-Urrutia & Arista-Tuanama, 2010
- Pristimantis pahuma Hutter & Guayasamin, 2015
- Pristimantis paisa (Lynch & Ardila-Robayo, 1999)
- Pristimantis paladines Székely, Székely, Armijos-Ojeda, Hualpa-Vega & Vörös, 2023
- Pristimantis palmeri (Boulenger, 1912)
- Pristimantis paquishae Brito-M., Batallas-R. & Velalcázar, 2014
- Pristimantis paramerus (Rivero, 1984)
- Pristimantis pardalinus (Lehr, Lundberg, Aguilar & von May, 2006)
- Pristimantis pardalis (Barbour, 1928)
- Pristimantis parectatus (Lynch & Rueda-Almonacid, 1998)
- Pristimantis pariagnomus Kaiser, Barrio-Amorós, Rivas-Fuenmayor, Steinlein & Schmid, 2015
- Pristimantis parvillus (Lynch, 1976)
- Pristimantis pastazensis (Andersson, 1945)
- Pristimantis pataikos (Duellman & Pramuk, 1999)
- Pristimantis paulodutrai (Bokermann, 1975)
- Pristimantis paulogabrieli Melo-Sampaio, 2024
- Pristimantis paulpittmani Venegas, García Ayachi & Catenazzi, 2021
- Pristimantis paululus (Lynch, 1974)
- Pristimantis pecki (Duellman & Lynch, 1988)
- Pristimantis pedimontanus (La Marca, 2004)
- Pristimantis penelopus (Lynch & Rueda-Almonacid, 1999)
- Pristimantis peraticus (Lynch, 1980)
- Pristimantis percnopterus (Duellman & Pramuk, 1999)
- Pristimantis percultus (Lynch, 1979)
- Pristimantis permixtus (Lynch, Ruiz-Carranza & Ardila-Robayo, 1994)
- Pristimantis peruvianus (Melin, 1941) – szczekunka peruwiańska[18]
- Pristimantis petersi (Lynch & Duellman, 1980)
- Pristimantis petersioides Carrión-Olmedo & Ron, 2021
- Pristimantis petrobardus (Duellman, 1991)
- Pristimantis phalaroinguinis (Duellman & Lehr, 2007)
- Pristimantis phalarus (Lynch, 1998)
- Pristimantis pharangobates (Duellman, 1978)
- Pristimantis philipi (Lynch & Duellman, 1995)
- Pristimantis phoxocephalus (Lynch, 1979)
- Pristimantis phragmipleuron (Rivero & Serna, 1988)
- Pristimantis piceus (Lynch, Ruiz-Carranza & Ardila-Robayo, 1996)
- Pristimantis pichincha Yánez-Muñoz, Reyes-Puig, Bejarano-Muñoz & Ron, 2016
- Pristimantis pictus de Oliveira, da Silva, Silva, Guimarães, Penhacek, Martínez, Rodrigues, Santana & Hernández-Ruz, 2020
- Pristimantis pinchaque Reyes-Puig, Reyes-Puig, Pérez-L. & Yánez-Muñoz, 2015
- Pristimantis pinguis Duellman & Pramuk, 1999)
- Pristimantis pirrensis (Ibáñez & Crawford, 2004)
- Pristimantis platychilus (Lynch, 1996)
- Pristimantis platydactylus (Boulenger, 1903)
- Pristimantis pleurostriatus (Rivero, 1984)
- Pristimantis pluvialis Shepack, von May, Ttito & Catenazzi, 2016
- Pristimantis pluvian de Oliveira, da Silva, Silva, Guimarães, Penhacek, Martínez, Rodrigues, Santana & Hernández-Ruz, 2020
- Pristimantis polemistes (Lynch & Ardila-Robayo, 2004)
- Pristimantis polychrus (Ruiz-Carranza, Lynch & Ardila-Robayo, 1997)
- Pristimantis postducheminorum Palacios-Rodríguez, Daza-R. & Mazariegos-H., 2022
- Pristimantis praemortuus Yánez-Muñoz, Reyes-Puig, Reyes-Puig, Lagla-Chimba, Paucar-Veintimilla, Urgilés-Merchán & Carrión-Olmedo, 2025
- Pristimantis pramukae Zumel, Buckley & Ron, 2021
- Pristimantis prolatus (Lynch & Duellman, 1980)
- Pristimantis proserpens (Lynch, 1979)
- Pristimantis pruinatus (Myers & Donnelly, 1996)
- Pristimantis pseudoacuminatus (Shreve, 1935)
- Pristimantis pteridophilus (Lynch & Duellman, 1997)
- Pristimantis ptochus (Lynch, 1998)
- Pristimantis pugnax (Lynch, 1973)
- Pristimantis puipui Lehr, von May, Moravec & Cusi, 2017
- Pristimantis pulchridormientes Chávez & Catenazzi, 2016
- Pristimantis pulvinatus (Rivero, 1968)
- Pristimantis punzan Reyes-Puig, Reyes-Puig, Rámirez-Jaramillo, Pérez-L. & Yánez-Munoz, 2015
- Pristimantis puruscafeum Reyes-Puig, Reyes-Puig, Rámirez-Jaramillo, Pérez-L. & Yánez-Munoz, 2015
- Pristimantis pycnodermis (Lynch, 1979)
- Pristimantis pyrrhomerus (Lynch, 1976)
- Pristimantis quantus (Lynch, 1998)
- Pristimantis quaquaversus (Lynch, 1974)
- Pristimantis quicato Ospina-Sarria, Méndez-Narváez, Burbano-Yandi & Bolívar-García, 2011
- Pristimantis quinquagesimus (Lynch & Trueb, 1980)
- Pristimantis quintanai Urgilés, Székely, Székely, Christodoulides, Sánchez-Nivicela & Savage, 2019
- Pristimantis racemus (Lynch, 1980)
- Pristimantis ramagii (Boulenger, 1888)
- Pristimantis rameshpateli Venegas, García Ayachi, Barboza & Catenazzi, 2024
- Pristimantis reclusus (Lynch, 2003)
- Pristimantis reichlei Padial & De la Riva, 2009
- Pristimantis relictus Roberto, Loebmann, Lyra, Haddad & Ávila, 2022
- Pristimantis renjiforum (Lynch, 2000)
- Pristimantis repens (Lynch, 1984)
- Pristimantis resistencia Ortega, Brito-M. & Ron, 2022
- Pristimantis restrepoi (Lynch, 1996)
- Pristimantis reticulatus (Walker & Test, 1955)
- Pristimantis rhabdocnemus (Duellman & Hedges, 2005)
- Pristimantis rhabdolaemus (Duellman, 1978)
- Pristimantis rhigophilus (La Marca, 2007)
- Pristimantis rhodoplichus (Duellman & Wild, 1993)
- Pristimantis rhodostichus (Duellman & Pramuk, 1999)
- Pristimantis ridens (Cope, 1866)
- Pristimantis rivasi Barrio-Amorós, Rojas-Runjaic & Barros, 2010
- Pristimantis riveroi (Lynch & La Marca, 1993)
- Pristimantis riveti (Despax, 1911)
- Pristimantis robayoi Yánez-Muñoz, Reyes-Puig, Reyes-Puig, Lagla-Chimba, Paucar-Veintimilla, Urgilés-Merchán & Carrión-Olmedo, 2025
- Pristimantis romanorum Yánez-Muñoz, Meza-Ramos, Cisneros-Heredia & Reyes-Puig, 2011
- Pristimantis romeroae Ron, Carrión, Caminer, Sagredo, Navarrete, Ortega, Varela-Jaramillo, Vidal-Maldonado & Terán, 2020
- Pristimantis roni Yanez-Munoz, Bejarano-Munoz, Brito-M. & Batallas-R., 2014
- Pristimantis rosadoi (Flores, 1988)
- Pristimantis roseus (Boulenger, 1918)
- Pristimantis royi (Morales, 2007)
- Pristimantis rozei (Rivero, 1961)
- Pristimantis rubicundus (Jiménez de la Espada, 1875)
- Pristimantis ruedai (Ruiz-Carranza, Lynch & Ardila-Robayo, 1997)
- Pristimantis rufioculis (Duellman & Pramuk, 1999)
- Pristimantis rufoviridis Valencia, Yánez-Muñoz, Betancourt-Yépez, Terán-Valdez & Guayasamin, 2011
- Pristimantis ruidus (Lynch, 1979)
- Pristimantis rupicola Taucce, Nascimento, Trevisan, Leite, Santana, Haddad & Napoli, 2020
- Pristimantis sacharuna Reyes-Puig, Reyes-Puig, Pérez-L. & Yánez-Muñoz, 2015
- Pristimantis sagedunneae Székely, Székely, Armijos-Ojeda, Hualpa-Vega & Vörös, 2023
- Pristimantis sagittulus (Lehr, Aguilar & Duellman, 2004)
- Pristimantis salaputium (Duellman, 1978)
- Pristimantis saltissimus Means & Savage, 2007
- Pristimantis samaipatae (Köhler & Jungfer, 1995)
- Pristimantis samaniegoi Székely, Eguiguren, Ordóñez-Delgado, Armijos-Ojeda & Székely, 2020
- Pristimantis sambalan Brito-M., Batallas-R. & Yánez-Muñoz, 2017
- Pristimantis sanguineus (Lynch, 1998)
- Pristimantis sarisarinama Barrio-Amorós & Brewer-Carias, 2008
- Pristimantis satagius (Lynch, 1995)
- Pristimantis satheri Yánez-Muñoz, Reyes-Puig, Reyes-Puig, Lagla-Chimba, Paucar-Veintimilla, Urgilés-Merchán & Carrión-Olmedo, 2025
- Pristimantis saturninoi Brito-M., Batallas-R. & Yánez-Muñoz, 2017
- Pristimantis savagei (Pyburn & Lynch, 1981)
- Pristimantis schultei (Duellman, 1990)
- Pristimantis scitulus (Duellman, 1978)
- Pristimantis scoloblepharus (Lynch, 1991)
- Pristimantis scolodiscus (Lynch & Burrowes, 1990)
- Pristimantis scopaeus (Lynch, Ruiz-Carranza & Ardila-Robayo, 1996)
- Pristimantis seorsus Lehr, 2007
- Pristimantis serendipitus (Duellman & Pramuk, 1999)
- Pristimantis shrevei (Schwartz, 1967)
- Pristimantis signifer (Ruiz-Carranza, Lynch & Ardila-Robayo, 1997)
- Pristimantis silverstonei (Lynch & Ruiz-Carranza, 1996)
- Pristimantis similaris Herrera-Alva, Catenazzi & Aguilar-Puntriano, 2023
- Pristimantis simonbolivari (Wiens & Coloma, 1992)
- Pristimantis simonsii (Boulenger, 1900)
- Pristimantis simoteriscus (Lynch, Ruiz-Carranza & Ardila-Robayo, 1997)
- Pristimantis simoterus (Lynch, 1980)
- Pristimantis sinschi Moravec, Lehr & Kodejš, 2020
- Pristimantis siopelus (Lynch & Burrowes, 1990)
- Pristimantis sira Chávez, García Ayachi & Catenazzi, 2021
- Pristimantis sirnigeli Yánez-Muñoz, Meza-Ramos, Cisneros-Heredia & Reyes-Puig, 2011
- Pristimantis skydmainos (Flores & Rodriguez, 1997)
- Pristimantis sneiderni Ospina-Sarria & Duellman, 2019
- Pristimantis sobetes (Lynch, 1980)
- Pristimantis spectabilis Duellman & Chaparro, 2008
- Pristimantis spilogaster (Lynch, 1984)
- Pristimantis spinosus (Lynch, 1979)
- Pristimantis stenodiscus (Walker & Test, 1955)
- Pristimantis sternothylax (Duellman & Wild, 1993)
- Pristimantis stictoboubonus (Duellman, Lehr & Venegas, 2006)
- Pristimantis stictogaster (Duellman & Hedges, 2005)
- Pristimantis stictus González-Durán, 2016
- Pristimantis stipa Venegas & Duellman, 2012
- Pristimantis subsigillatus (Boulenger, 1902)
- Pristimantis suetus (Lynch & Rueda-Almonacid, 1998)
- Pristimantis sulculus (Lynch & Burrowes, 1990)
- Pristimantis supernatis (Lynch, 1979)
- Pristimantis surdus (Boulenger, 1882)
- Pristimantis susaguae (Rueda-Almonacid, Lynch & Galvis-Peñuela, 2003)
- Pristimantis symptosus Köhler, Castillo-Urbina, Aguilar-Puntriano, Vences & Glaw, 2022
- Pristimantis taciturnus (Lynch & Suárez-Mayorga, 2003)
- Pristimantis taeniatus (Boulenger, 1912)
- Pristimantis tamia Ortega, Brito-M. & Ron, 2022
- Pristimantis tamsitti (Cochran & Goin, 1970)
- Pristimantis tantanti (Lehr, Torres-Gastello & Suárez-Segovia, 2007)
- Pristimantis tanyrhynchus Lehr, 2007
- Pristimantis telefericus (La Marca, 2005)
- Pristimantis tenebrionis (Lynch & Miyata, 1980)
- Pristimantis terrapacis Ospina-Sarria & Angarita-Sierra, 2020
- Pristimantis teslai Páez & Ron, 2019
- Pristimantis thectopternus (Lynch, 1975)
- Pristimantis thyellus (La Marca, 2007)
- Pristimantis thymalopsoides (Lynch, 1976)
- Pristimantis thymelensis (Lynch, 1972)
- Pristimantis tiktik Székely, Eguiguren, Székely, Ordóñez-Delgado, Armijos-Ojeda, Riofrîo–Guamán & Cogălniceanu, 2018
- Pristimantis tinajillas Urgilés, Sánchez-Nivicela, Nieves & Yánez-Muñoz, 2014
- Pristimantis tinguichaca Brito-M., Ojala-Barbour, Batallas-R. & Almendáriz C., 2016
- Pristimantis toftae (Duellman, 1978)
- Pristimantis torrenticola (Lynch & Rueda-Almonacid, 1998)
- Pristimantis torresi Páez & Ron, 2019
- Pristimantis totoroi Páez & Ron, 2019
- Pristimantis trachyblepharis (Boulenger, 1918)
- Pristimantis tribulosus (Lynch & Rueda-Almonacid, 1997)
- Pristimantis truebae (Lynch & Duellman, 1997)
- Pristimantis tubernasus (Rivero, 1984)
- Pristimantis tungurahua Reyes-Puig, Yánez-Muñoz, Cisneros-Heredia & Ramírez, 2011
- Pristimantis turik Barrio-Amorós, Rojas-Runjaic & Infante-Rivero, 2008
- Pristimantis turpinorum (Hardy, 2001)
- Pristimantis turumiquirensis (Rivero, 1961)
- Pristimantis uisae (Lynch, 2003)
- Pristimantis ujucami Zumel, Buckley & Ron, 2021
- Pristimantis unistrigatus (Günther, 1859)
- Pristimantis urani Rivera-Correa & Daza-R., 2016
- Pristimantis uranobates (Lynch, 1991)
- Pristimantis urichi (Boettger, 1894)
- Pristimantis vanadise (La Marca, 1984)
- Pristimantis variabilis (Lynch, 1968) – szczekunka zmienna[18]
- Pristimantis veletis (Lynch & Rueda-Almonacid, 1997)
- Pristimantis venegasi Ortega, Brito-M. & Ron, 2022
- Pristimantis ventrigranulosus Maciel, Vaz-Silva, Oliveira & Padial, 2012
- Pristimantis ventriguttatus Lehr & Köhler, 2007
- Pristimantis ventrimarmoratus (Boulenger, 1912)
- Pristimantis ventristellatus Zumel, Buckley & Ron, 2021
- Pristimantis verecundus (Lynch & Burrowes, 1990)
- Pristimantis verrucolatus Páez & Ron, 2019
- Pristimantis versicolor (Lynch, 1979)
- Pristimantis vertebralis (Boulenger, 1886)
- Pristimantis vicarius (Lynch & Ruiz-Carranza, 1983)
- Pristimantis vidua (Lynch, 1979)
- Pristimantis viejas (Lynch & Rueda-Almonacid, 1999)
- Pristimantis vilarsi (Melin, 1941)
- Pristimantis vilcabambae Lehr, 2007
- Pristimantis vinhai (Bokermann, 1975)
- Pristimantis viridicans (Lynch, 1977)
- Pristimantis viridis (Ruiz-Carranza, Lynch & Ardila-Robayo, 1997)
- Pristimantis vrazi Moravec, Lehr, Wang & Uvizl, 2024
- Pristimantis w-nigrum (Boettger, 1892)
- Pristimantis wagteri (Venegas, 2007)
- Pristimantis walkeri (Lynch, 1974)
- Pristimantis waoranii (McCracken, Forstner & Dixon, 2007)
- Pristimantis wiensi (Duellman & Wild, 1993)
- Pristimantis xeniolum (Lynch, 2001)
- Pristimantis xestus (Lynch, 1995)
- Pristimantis xylochobates (Lynch & Ruiz-Carranza, 1996)
- Pristimantis yanahampatu Venegas, García Ayachi, Barboza & Catenazzi, 2024
- Pristimantis yanezi Navarrete, Venegas & Ron, 2016
- Pristimantis yantzaza Valencia, Dueñas, Székely, Batallas-R. & Pulluquitín, 2017
- Pristimantis yaviensis (Myers & Donnelly, 1996)
- Pristimantis yukpa Barrio-Amorós, Rojas-Runjaic & Infante-Rivero, 2008
- Pristimantis yumbo Yánez-Muñoz, Meza-Ramos, Cisneros-Heredia & Reyes-Puig, 2011
- Pristimantis yuruaniensis Rödder & Jungfer, 2008
- Pristimantis yustizi (Barrio-Amorós & Chacón-Ortiz, 2004)
- Pristimantis zeuctotylus (Lynch & Hoogmoed, 1977)
- Pristimantis zimmermanae (Heyer & Hardy, 1991)
- Pristimantis zoilae (Mueses-Cisneros, 2007)
- Pristimantis zophus (Lynch & Ardila-Robayo, 1999)
- Pristimantis zorro Rivera-Correa & Daza-R., 2020